# Manuel Catalán Chana
Manuel Catalán Chana (Madrid, 28 de agosto de 1947) es un empresario y político español.

## Biografía

### Trayectoria Política
En 1976, entró en política como militante del Partido Socialista del País Valenciano y, pasó a ocupar su primer cargo de responsabilidad política como Concejal en el Ayuntamiento de Benidorm.
Cuatro años más tarde, logró ganar con mayoría absoluta las Municipales de 1983, resultando ser elegido alcalde de Benidorm, cargo que desempeñó desde 1987 y 1991.
Durante su tercera legislatura, el día 6 de noviembre de 1991, se vio obligado a dejar la alcaldía, debido a una moción de censura presentada por el Partido Popular, encabezado en esa época por el entonces joven Eduardo Zaplana, y con el apoyo de Maruja Sánchez, que era una concejala socialista que fue tránsfuga.
En 1999 al ganar un proceso de primarias, se volvió a presentar como candidato, pero con el 37,45% obtenido, no logrando así los votos suficientes para recuperar la alcaldía.
En el mes de enero de 2002 tomó la decisión de abandonar el Partido Socialista y pasarse al grupo mixto, debido a su posición contraria sobre la derogación del trasvasamiento del Río Ebro, que contemplaba el Plan Hidrológico Nacional.
Ese mismo año decidió crear el Partit de Benidorm, con el que se presentó de nuevo a las municipales de 2003, pero que sin embargo no logró los votos suficientes para volver a ser alcalde.

### Vida privada
Manuel Catalán Chana Nacio en la ciudad de Madrid en 1947, estudió primaria y secundaria en la Congregación de los Hermanos Maristas.
Posteriormente se licenció en Gestión Comercial y en Mercadotecnia por la Escuela Superior de Negocios de Madrid. Al terminar sus estudios superiores, se dedicó por completo a lo empresarial, en donde es propietario de diversos negocios de hostelería y restauración en Benidorm.
Está casado con Silvia Vidal Uriszar (n. 28 de junio de 1947), que también es de Madrid, los cuales tienen dos hijos; Cristóbal, Federico y Silvia..
Una de las cosas que se desconocían de Manuel Catalán, era su gran vocación y pasión por la música, la cual estuvo estudiando esta asignatura con los Maristas hasta bachillerato y además afirmó que durante su infancia en Madrid tuvo el orgullo de haber podido cantar en teatros tan destacados como el Teatro Calderón, el Teatro de la Zarzuela, el Teatro Español o el Teatro Reina Victoria.
A día de hoy además de su labor empresarial, también se dedica a dar alguna conferencias, a hacer recitales de poemas de Federico García Lorca y tributos en honor a los destacados cantantes Raphael y el francés Charles Aznavour.
Una de sus actuaciones más destacadas fue la benéfica que hizo en el Auditorio Oscar Esplá de Benidorm, acompañado por el pianista Francisco Campello, cuyos beneficios obtenidos fueron destinados a favor de la Comisión de Fiestas para la celebración de las fiestas patronales del municipio y cantó parte de su repertorio en idioma francés en solidaridad con el pueblo galo tras el Atentado de Niza de 2016, ya que afirmó:

Benidorm y la Costa Blanca están hermanadas con la Costa Azul francesa y la ciudad de Niza.

## Reconocimientos
Cabe destacar que en Benidorm, a su honor por toda su labor en el municipio se le ha puesto una calle con su nombre: «Calle del Alcalde Manuel Catalán Chana».